# Disney Experiences
Disney Experiences, é uma subsidiária da Walt Disney Company que oferece opções de lazer com a marca Disney, sendo responsável pelos parques, cruzeiros e atrações da companhia. Originalmente conhecido como Walt Disney Attractions, é responsável pela concepção, construção e gestão de parques temáticos da empresa e resorts de férias, bem como uma variedade de lazer voltado para a família. Foi fundada em 1971, após a abertura do Magic Kingdom, no Walt Disney World, Flórida, juntando-se ao original Disneyland, na Califórnia. Em 2013, os parques temáticos da empresa hospedaram aproximadamente 132.500 convidados, tornando os parques da Disney, os mais visitados parques temático do mundo, à frente do segundo mais visitado, Merlin Entertainments.

## Divisões
- Disneyland Resort
- Walt Disney World
- Disneyland Resort Paris
- Disney Vacation Club
- Hong Kong Disneyland Resort
- Shanghai Disney Resort
- Tokyo Disney Resort
- Walt Disney Imagineering
- Disney Cruise Line